# Partido de Quilmes
Partido de Quilmes är en kommun i Argentina.   Den ligger i provinsen Buenos Aires, i den centrala delen av landet, 19 km sydost om huvudstaden Buenos Aires. Antalet invånare är 518 788. Arean är 125 kvadratkilometer.
Terrängen i Partido de Quilmes är mycket platt.
Runt Partido de Quilmes är det i huvudsak tätbebyggt. Runt Partido de Quilmes är det mycket tätbefolkat, med 1 463 invånare per kvadratkilometer.